# 김천시의회
김천시의회는 경상북도 김천시 지역을 관할하는 기초의회이다.